# Lúcio Cornélio Sula Félix (cônsul em 33)
Lúcio Cornélio Sula Félix (em latim: Lucius Cornelius Sulla Felix) foi um senador romano da gente Cornélia eleito cônsul em 33 com Lúcio Lívio Ócela Sérvio Sulpício Galba, o futuro imperador Galba. Provavelmente é o mesmo "Lúcio Sula, jovem nobre" citado por Tácito em 21 e o "Lúcio Sula" que já era idoso na época do imperador Cláudio mencionado por Dião Cássio. Fausto Cornélio Sula Félix, cônsul em 52, possivelmente era seu irmão. Se for, Sula Félix era o filho de Domícia Lépida e do cônsul de 31, Fausto Cornélio Sula Lúculo, descendente do ditador romano Sula.
Em algum momento casou-se brevemente com Agripina, filha de Germânico, ligando-se portanto à família imperial.